# Église Saint-Sulpice de Clastres
Pour les articles homonymes, voir Église Saint-Sulpice.
L'église Saint-Sulpice de Clastres est une église située à Clastres, en France et dédiée à Sulpice le Pieux.

## Description

### Orgue
L'église contient un orgue d'Alexis Collet, dont la composition est la suivante :

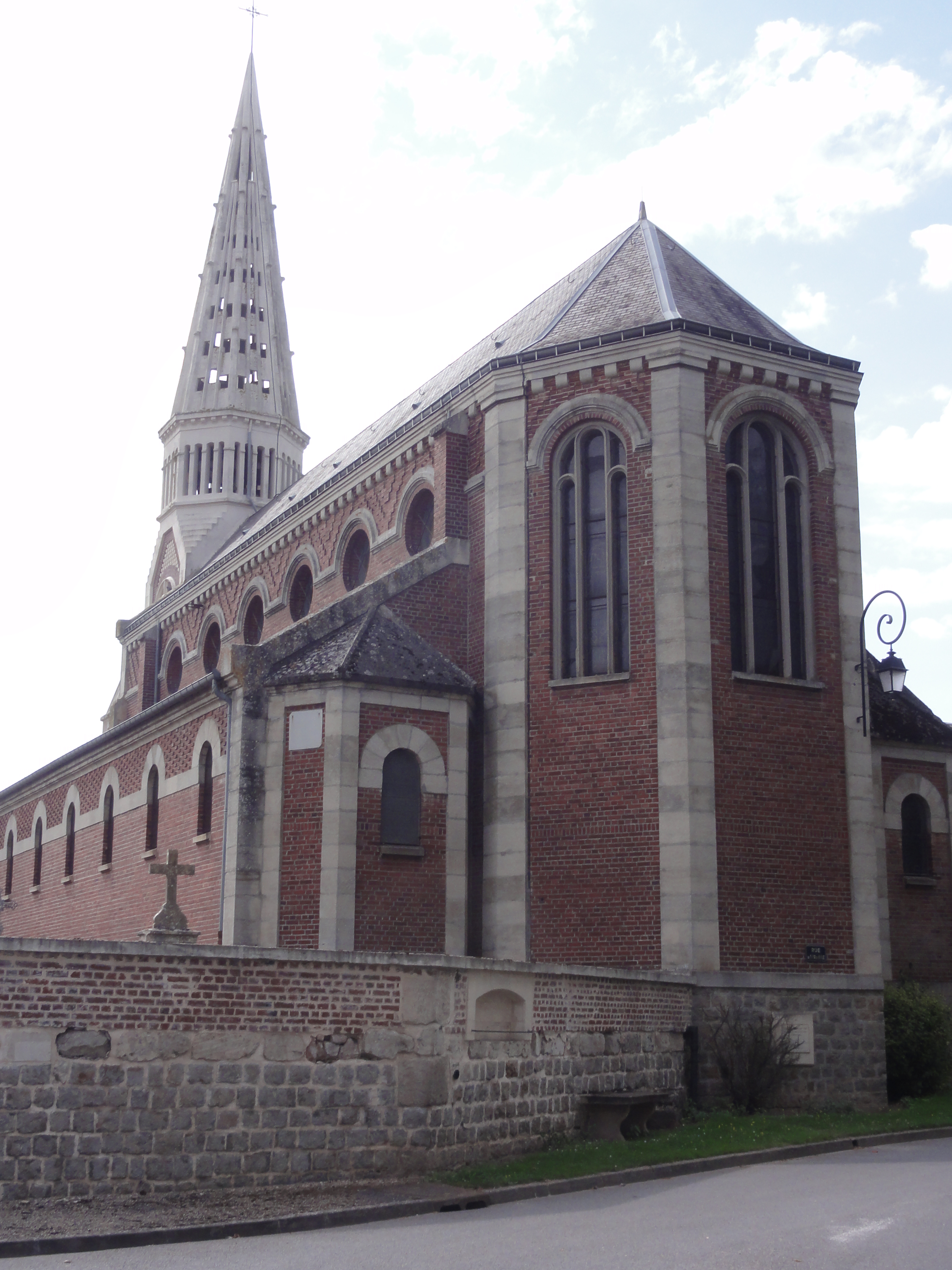
Le chevet de l'église

| Grand-Orgue                                       | Récit                                                                                     | Pédale      |
| ------------------------------------------------- | ----------------------------------------------------------------------------------------- | ----------- |
| Bourdon 16 Montre 8 Flûte harmonique 8 Prestant 4 | Cor de nuit 8 Viole de gambe 8 Voix céleste 8 Flûte octaviante 4 Nazard 2 2/3 Trompette 8 | Soubasse 16 |

## Localisation
L'église est située sur la commune de Clastres, dans le département de l'Aisne.